# جون كينان
جون كينان (بالإنجليزية: John Keenan)‏ هو لاعب كرة القدم الغالية أيرلندي، ولد في 1942 في Dunmore, County Galway ‏ في جمهورية أيرلندا.